# Almofala (Figueira de Castelo Rodrigo)
Almofala is een plaats (freguesia) in de Portugese gemeente Figueira de Castelo Rodrigo en telt 250 inwoners (2001).